# Mahadevsthan (Doti)
Mahadevsthan (nep. महादेवस्थान) – gaun wikas samiti w zachodniej części Nepalu w strefie Seti w dystrykcie Doti. Według nepalskiego spisu powszechnego z 2001 roku liczył on 759 gospodarstw domowych i 4430 mieszkańców (2223 kobiet i 2207 mężczyzn).